# Nazaré da Mata (ort)
Nazaré da Mata är en ort i Brasilien.   Den ligger i kommunen Nazaré da Mata och delstaten Pernambuco, i den östra delen av landet, 1 600 km nordost om huvudstaden Brasília. Nazaré da Mata ligger 96 meter över havet och antalet invånare är 26 485.
Terrängen runt Nazaré da Mata är platt. Runt Nazaré da Mata är det ganska tätbefolkat, med 111 invånare per kvadratkilometer.. Närmaste större samhälle är Carpina, 12,5 km söder om Nazaré da Mata.
Omgivningarna runt Nazaré da Mata är en mosaik av jordbruksmark och naturlig växtlighet.